# Strigula confusa
Strigula confusa är en lavart som beskrevs av Fryday, Coppins & Common. Strigula confusa ingår i släktet Strigula och familjen Strigulaceae.   Inga underarter finns listade i Catalogue of Life.